# Dulovo (Slovacchia)
Dulovo (in ungherese: Dúlháza, in tedesco: Dulls) è un comune della Slovacchia facente parte del distretto di Rimavská Sobota, nella regione di Banská Bystrica.
Il villaggio deriva il suo nome dal conte Dulo de Garan (Dulo Garanyi), che la possedette nel 1455.